# Муттолово
Му́ттолово (фин. Muttala) — деревня в Гатчинском муниципальном округе Ленинградской области.

## История
В 1806—1807 годах деревня являлась вотчиной великого князя Михаила Павловича, из которой были выставлены ратники Императорского батальона милиции.
На «Топографической карте окрестностей Санкт-Петербурга» Ф. Ф. Шуберта 1831 года упомянуты три смежные деревни Муттолова в общей сложности из 19 дворов.

МУТТОЛОВО — деревня принадлежит ведомству Гатчинского городового правления, число жителей по ревизии: 44 м. п., 50 ж. п. (1838 год)

На картах Ф. Ф. Шуберта 1844 года и С. С. Куторги 1852 года она обозначена как деревня Муттолова.
В пояснительном тексте к этнографической карте Санкт-Петербургской губернии П. И. Кёппена 1849 года она записана как деревня Tikansalo (Муттолово) и указано количество её жителей на 1848 год: савакотов  — 39 м. п., 63 ж. п., всего 102 человека.

МУТОЛОВО — деревня Гатчинского дворцового правления, по просёлочной дороге, число дворов — 18, число душ — 46 м. п. (1856 год)

Согласно «Топографической карте частей Санкт-Петербургской и Выборгской губерний» в 1860 году деревня состояла из трёх частей: Малая Мутталова из 3, Мутталова из 4 и Большая Мутталова из 10 крестьянских дворов.

МУТТОЛОВО — деревня удельная при колодце, число дворов — 21, число жителей: 55 м. п., 69 ж. п. (1862 год)

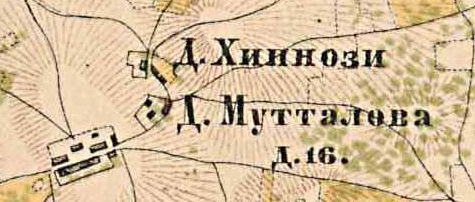
План деревни Муттолово. 1885 год

В 1885 году деревня Мутталова насчитывала 16 дворов.
В конце XIX века деревня административно относилась к Староскворицкой волости 2-го стана Царскосельского уезда Санкт-Петербургской губернии, в начале XX века — 3-го стана. Население деревни было исключительно финским.
К 1913 году количество дворов увеличилось до 22.
С 1917 по 1918 год деревни Большое Муттолово, Среднее Муттолово и Малое Муттолово входили в состав Староскворицкой волости Детскосельского уезда.
С 1918 года в составе Муттоловского сельсовета Вохоновской волости.
С 1922 года в составе Туганицкого сельсовета.
С 1923 года в составе Венгиссаровской волости Гатчинского уезда.
Согласно данным переписи населения СССР 1926 года в деревне Большое Муттолово Туганицкого сельсовета Венгисаровской волости Троцкого уезда проживали 166 человек, Среднее Муттолово — 55 человек, Малое Муттолово — 31 человек, большинство финны, а также русские.
С 1927 года в составе Гатчинского района.
В 1928 году население деревень Большое Муттолово, Среднее Муттолово и Малое Муттолово составляло 252 человека.

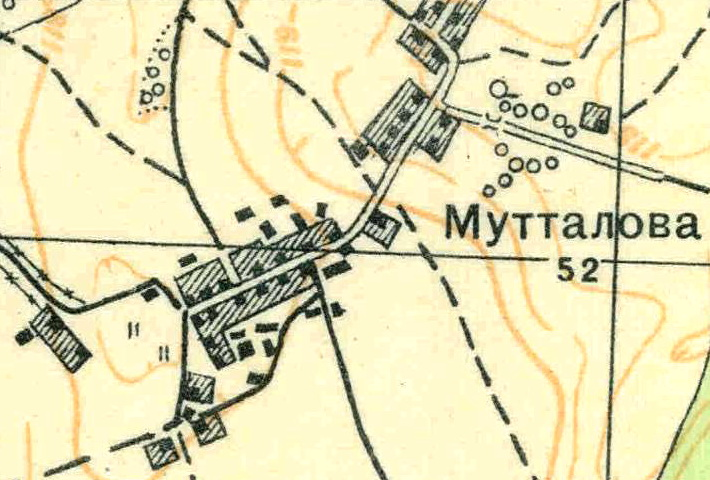
План деревни Муттолово. 1931 год

Согласно топографической карте 1931 года деревня называлась Мутталова и насчитывала 52 двора.
По административным данным 1933 года существовали три деревни: Большое Муттолово, Среднее Муттолово и Малое Муттолово, которые входили в состав Туганицкого сельсовета Красногвардейского района.
С 1939 года в составе Жабинского сельсовета.
С 1940 года в составе Вохоновского сельсовета.
Деревня была освобождена от немецко-фашистских оккупантов 23 января 1944 года.
С 1954 года в составе Большеондровского сельсовета.
В 1965 году население деревень Большое Муттолово, Среднее Муттолово и Малое Муттолово составляло 107 человек.
По данным 1966 и 1973 годов в составе Большеондровского сельсовета находилась единая деревня Муттолово.
По данным 1990 года деревня Муттолово входила в состав Сяськелевского сельсовета Гатчинского района.

## География
Деревня расположена в северо-западной части района на автодороге 41К-104 (Елизаветино — Скворицы).
Расстояние до административного центра поселения, деревни Сяськелево — 6 км.
Расстояние до ближайшей железнодорожной станции Войсковицы — 11 км.

## Демография
| 1838 | 1848 | 1862 | 1928 | 1965 | 1997 | 2002 |
| ---- | ---- | ---- | ---- | ---- | ---- | ---- |
| 94   | ↗102 | ↗124 | ↗252 | ↘107 | ↘12  | ↗15  |
| 2006 | 2007 | 2010 | 2012 | 2013 | 2017 |      |
| ↗17  | ↗22  | →22  | ↘21  | ↗22  | ↘18  |      |

В 1997 году в деревне проживали 12 человек.
В 2007 году в деревне находится 7 домохозяйств, где проживало 22 человека, в 2010 году — также 22.

### Национальный состав
В 2002 году в деревне проживали 15 человек (финны — 9, русские — 5 человек).
Согласно данным Всероссийской переписи населения 2021 года в деревне проживали 163 человека, из них:
 русские — 146, узбеки — 9, украинцы — 3, остальные национальность не указали.

## Транспорт
От Гатчины до Муттолово можно доехать на автобусах №№ 523, 530.
От Балтийского вокзала (Санкт-Петербург) до Муттолово можно доехать на автобусе № 833А.